# 프레디 이스트우드

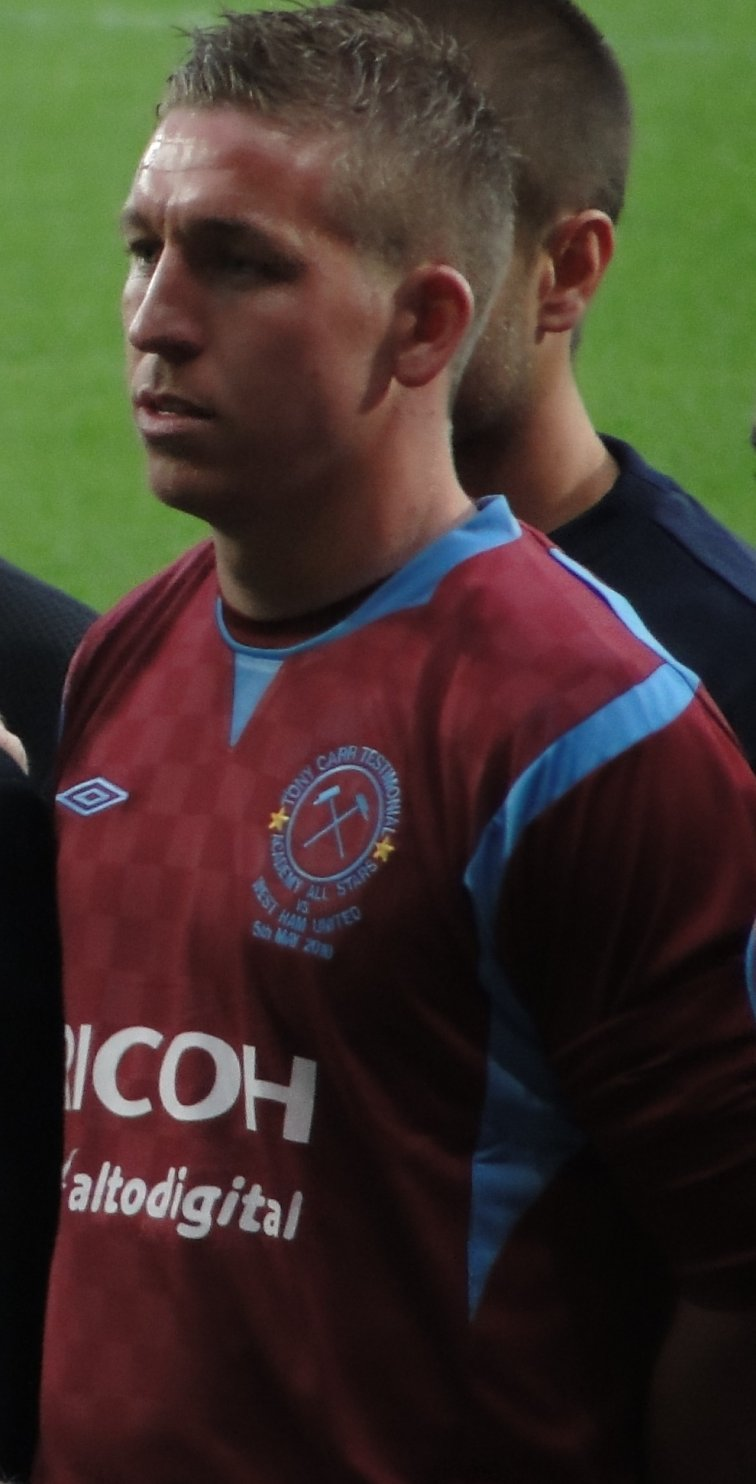
2010년

프레디 이스트우드(Freddy Eastwood,1983년 10월 29일)는 웨일스의 축구 선수로 로마니인 출신이다. 2013-2014 시즌이후 사우스엔드 유나이티드 FC와의 계약 기간이 끝나 2014년 7월 현재 자유계약선수 신분이다.